# Tăng áp phổi
Tăng áp phổi hay tăng áp lực động mạch phổi (pulmonary hypertension - PH hoặc PHTN) là tình trạng tăng huyết áp trong các động mạch phổi. Các triệu chứng bao gồm khó thở, ngất, mệt mỏi, đau ngực, sưng chân và nhịp tim nhanh. Tình trạng có thể gây khó khăn cho việc tập thể dục. Khởi phát điển hình diễn ra dần dần.
Nguyên nhân gây bệnh thường không được biết. Các yếu tố nguy cơ bao gồm tiền sử gia đình, cục máu đông trước phổi, HIV/AIDS, bệnh hồng cầu hình liềm, sử dụng cocaine, COPD, ngưng thở khi ngủ, sống ở độ cao và các vấn đề với van hai lá. Cơ chế cơ bản thường liên quan đến viêm động mạch trong phổi. Chẩn đoán bao gồm đầu tiên phải loại trừ các nguyên nhân tiềm năng khác.
Bệnh hiện tại không thể chữa khỏi. Điều trị tùy thuộc vào loại bệnh. Một số biện pháp hỗ trợ như liệu pháp oxy, thuốc lợi tiểu và thuốc để ức chế đông máu có thể được sử dụng. Thuốc đặc biệt cho tình trạng này bao gồm epoprostenol, treprostinil, Iloprost, bosentan, ambrisentan, macitentan, và sildenafil. Ghép phổi có thể là một lựa chọn trong một số trường hợp.
Mặc dù tần suất chính xác của bệnh này chưa được biết rõ, ước tính có khoảng 1.000 ca bệnh mới xảy ra một năm ở Hoa Kỳ. Nữ giới thường bị ảnh hưởng nhiều hơn nam giới. Khởi phát bệnh thường từ 20 đến 60 tuổi. Nó lần đầu tiên được Ernst von Romberg xác định vào năm 1891.

## Dấu hiệu và triệu chứng
Các dấu hiệu / triệu chứng ít phổ biến hơn bao gồm ho không hiệu quả và buồn nôn và nôn do gắng sức. Ho ra máu có thể xảy ra ở một số bệnh nhân, đặc biệt là những người có phân nhóm tăng huyết áp phổi cụ thể như tăng huyết áp động mạch phổi, hội chứng Eisenmenger và tăng huyết áp động mạch phổi mạn tính. Tăng áp lực tĩnh phổi thường có triệu chứng khó thở khi nằm ngang hoặc ngủ (hoặc khó thở kịch phát về đêm), trong khi tăng áp lực động mạch phổi (PAH) thường thì không có triệu chứng này.